# Partido Republicano Conservador
De Partido Republicano Conservador (Nederlands: Conservatieve Republikeinse Partij) was een Spaanse partij met een rechts-liberaal karakter.
De PRC ontstond in 1930 onder de naam Derecha Liberal Republicana (Rechts-Liberale Republikeinen) en stond onder leiding van Niceto Alcalá-Zamora (een liberale landbezitter en oud-minister) en Miguel Maura (een conservatief politicus). Beide heren waren recentelijk republikein geworden. Nadat in april 1931 de republiek was uitgeroepen werd Alcala Zamora premier en Maura werd minister van Binnenlandse Zaken. De DLR won in juni 1931 27 zetels in de Cortes Generales (parlement) en nadien werd de naam van de partij gewijzigd in Partido Republicano Progresista (Partij van Progressieve Republikeinen).
In november 1931 werd Alcala Zamora president van Spanje. Hij bemoeide zich sindsdien maar weinig met de gang van zaken van de partij. In januari 1932 nam de PRP de definitieve partijnaam aan: Partido Republicano Conservador.
De PRC was een liberale en conservatieve partij die de republiek voorstond, maar verder niet naar al te veel veranderingen streefde. De partij was een voorstander van een liberale economie en goede betrekkingen met de rooms-katholieke Kerk.
De jeugdbeweging van de PRC heette Hijos del Progresismo.
De PRC kreeg steeds minder ruimte in het gepolariseerde klimaat van de Spaanse republiek. De partij werd aan de vooravond van de Spaanse Burgeroorlog (1936) ontbonden.

## PRC-ministers
- Niceto Alcala Zamora
- Miguel Maura